# DDR-Oberliga 1971/72 (Badminton)
Die DDR-Oberliga im Badminton war in der Saison 1971/72 die höchste Mannschaftsspielklasse der in der DDR Federball genannten Sportart. Es war die 13. Austragung dieser Mannschaftsmeisterschaft.

## Ergebnisse
Aktivist Tröbitz – DHfK Leipzig 8:3
25. September 1971 Berlin
1. MX: Joachim Schimpke / Rita Gerschner – Gerd Pigola / Christel Sommer 18:16 15:12
2. MX: Roland Riese / Monika Thiere – Volker Herbst / Beate Herbst 15:9 15:13
1. HD: Joachim Schimpke / Roland Riese – Gerd Pigola / Volker Herbst 15:3 13:15 15:6
2. HD: Klaus-Peter Färber / Gottfried Seemann – Wolfgang Böttcher / Jürgen Richter 15:10 4:15 15:8
1. HE: Joachim Schimpke – Gerd Pigola 15:5 15:5
2. HE: Roland Riese – Volker Herbst 15:7 13:15 7:15
3. HE: Klaus-Peter Färber – Wolfgang Böttcher 2:15 15:7 15:10
4. HE: Gottfried Seemann – Jürgen Richter 5:15 15:12 15:9
1. DE: Monika Thiere – Beate Herbst 11:2 11:2
2. DE: Rita Gerschner – Christel Sommer 3:11 1:11
1. DD: Monika Thiere / Rita Gerschner – Beate Herbst / Christel Sommer 11:15 15:4 15:17
Aktivist Tröbitz – EBT Berlin 8:3
25. September 1971 Berlin
1. MX: Joachim Schimpke / Rita Gerschner – Gerd Migdal / Margit Maehs 15:1 15:5
2. MX: Roland Riese / Monika Thiere – Hans Abraham / Edeltraud Flechner 15:4 15:10
1. HD: Joachim Schimpke / Roland Riese – WolfgangBartz / Lothar Diehr 15:3 8:15 10:15
2. HD: Klaus-Peter Färber / Gottfried Seemann – Harald Lehniger / Hans Abraham 16:17 17:16 10:15
1. HE: Joachim Schimpke – Wolfgang Bartz 17:15 8:15 18:13
2. HE: Roland Riese – Harald Lehniger 15:6 15:10
3. HE: Klaus-Peter Färber – Lothar Diehr 15:12 15:10
4. HE: Werner Michael – Hans Abraham 15:5 10:15 7:15
1. DE: Monika Thiere – Edeltraud Flechner 11:1 11:3
2. DE: Rita Gerschner – Christel Kopatz 11:0 11:0
1. DD: Monika Thiere / Rita Gerschner – Edeltraud Flechner / Christel Kopatz 15:1 12:15 15:3
Aktivist Tröbitz – Einheit Greifswald 5:6
26. September 1971 Berlin
1. MX: Joachim Schimpke / Monika Thiere – Edgar Michalowski / Angela Cassens 3:15 15:11 18:17
2. MX: Roland Riese / Rita Gerschner – Erfried Michalowsky / Christine Zierath 5:15 8:15
1. HD: Joachim Schimpke / Roland Riese – Erfried Michalowsky / Edgar Michalowski 15:9 1:15 12:15
2. HD: Klaus-Peter Färber / Gottfried Seemann – Klaus Müller / Hubert Wagner 9:15 15:9 18:17
1. HE: Joachim Schimpke – Edgar Michalowski 15:9 8:15 13:18
2. HE: Roland Riese – Erfried Michalowsky 11:15 10:15
3. HE: Klaus-Peter Färber – Klaus Müller 15:11 4:15 6:15
4. HE: Gottfried Seemann – Jürgen Schulz 9:15 15:7 15:7
1. DE: Monika Thiere – Christine Zierath 11:5 11:1
2. DE: Rita Gerschner – Angels Cassens 4:11 3:11
1. DD: Rita Gerschner / Monika Thiere – Angela Cassens / Christine Zierath 15:11 15:12
Aktivist Tröbitz – DHfK Leipzig 8:3
2. Oktober 1971 Leipzig
1. MX: Joachim Schimpke / Rita Gerschner – Gerd Pigola / Christel Sommer 13:15 18:16 17:15
2. MX: Roland Riese / Monika Thiere – Volker Herbst / Beate Herbst 15:5 15:1
1. HD: Joachim Schimpke / Roland Riese – Gerd Pigola / Volker Herbst 0:15 5:15
2. HD: Klaus-Peter Färber / Gottfried Seemann – Wolfgang Böttcher / Jürgen Richter 15:11 15:9
1. HE: Joachim Schimpke – Gerd Pigola 15:3 15:7
2. HE: Roland Riese – Volker Herbst 15:12 15:5
3. HE: Klaus-Peter Färber – Wolfgang Böttcher 2:15 8:15
4. HE: Werner Michael – Jürgen Richter 15:7 15:11
1. DE: Monika Thiere – Beate Herbst. 11:3 11:1
2. DE: Angelika Seifert – Christel Sommer 7:11 6:11
1. DD: Monika Thiere / Rita Gerschner – Christel Sommer / Beate Herbst 15:8 8:15 15:10
Aktivist Tröbitz – Einheit Greifswald 4:7
2. Oktober 1971 Leipzig
1. MX: Joachim Schimpke / Monika Thiere – Edgar Michalowski / Angela Cassens 8:15 17:16 15:10
2. MX: Roland Riese / Rita Gerschner – Erfried Michalowsky / Christine Zierath 10:15 9:15
1. HD: Joachim Schimpke / Roland Riese – Erfried Michalowsky / Edgar Michalowski 18:17 9:15 13:15
2. HD: Klaus-Peter Färber / Gottfried Seemann – Klaus Müller / Hubert Wagner 15:9 5:15 15:7
1. HE: Joachim Schimpke – Edgar Michalowski 17:16 7:15 15:18
2. HE: Roland Riese – Erfried Michalowsky 14:17 9:15
3. HE: Klaus-Peter Färber – Klaus Müller 15:8 10:15 6:15
4. HE: Gottfried Seemann – Jürgen Schulz 10:15 15:10 15:3
1. DE: Monika Thiere – Christine Zierath 11:6 7:11 11:3
2. DE: Angelika Seifert – Angela Cassens 2:11 3:11
1. DD: Monika Thiere / Rita Gerschner – Angela Cassens / Christine Zierath 15:7 10:15 13:15
Aktivist Tröbitz – EBT Berlin 10:1
3. Oktober 1971 Leipzig
1. MX: Joachim Schimpke / Monika Thiere – Wolfgang Bartz / Margit Maehs 17:14 15:6
2. MX: Roland Riese / Rita Gerschner – Lothar Diehr / Edeltraud Flechner 15:0 15:7
1. HD: Joachim Schimpke / Roland Riese – Wolfgang Bartz / Lothar Diehr 15:5 15:11
2. HD: Klaus-Peter Färber / Werner Michael – Hans Abraham / Harald Lehniger 15:5 14:17 11:15
1. HE: Joachim Schimpke – Wolfgang Bartz 15:0 17:13
2. HE: Roland Riese – Harald Lehniger 15:1 15:5
3. HE: Gottfried Seemann – Lothar Diehr 12:15 15:8 18:14
4. HE: Werner Michael – Hans Abraham 17:14 15:11
1. DE: Monika Thiere – Edeltraud Flechner 11:5 11:1
2. DE: Angelika Seifert – Margit Maehs 11:1 11:3
1. DD: Monika Thiere / Angelika Seifert – Edeltraud Flechner / Margit Maehs 15:1 15:4
Aktivist Tröbitz – Einheit Greifswald 4:7
16. Oktober 1971 Greifswald
1. MX: Klaus Katzor / Angelika Seifert – Edgar Michalowski / Angela Cassens 5:15 1:15
2. MX: Joachim Schimpke / Monika Thiere – Erfried Michalowsky / Christine Zierath 9:15 15:1 15:18
1. HD: Klaus Katzor / Roland Riese – Erfried Michalowsky / Edgar Michalowski 17:18 1:15
2. HD: Gottfried Seemann / Joachim Schimpke – Klaus Müller / Jürgen Schulz 12:15 15:6 15:12
1. HE: Klaus Katzor – Edgar Michalowski 10:15 15:7 7:15
2. HE: Joachim Schimpke – Erfried Michalowsky 7:15 8:15
3. HE: Roland Riese – Klaus Müller 10:15 10:15
4. HE: Gottfried Seemann – Hubert Wagner 17:15 15:6
1. DE: Monika Thiere – Christine Zierath 11:6 11:8
2. DE: Angelika Seifert – Angela Cassens 4:11 3:11
1. DD: Angelika Seifert / Monika Thiere – Christine Zierath / Angela Cassens 9:15 15:7 15:10
Aktivist Tröbitz – EBT Berlin 9:2
16. Oktober 1971 Greifswald
1. MX: Roland Riese / Monika Thiere – Harald Lehniger / Christel Kopatz 15:2 15:5
2. MX: Klaus-Peter Färber / Angelika Seifert – Lothar Diehr / Edeltraud Flechner 6:15 2:15
1. HD: Joachim Schimpke / Roland Riese – Harald Lehniger / Hans Abraham 8:15 15:5 15:5
2. HD: Klaus-Peter Färber / Werner Michael – Detlef Sprenger / Lothar Diehr 9:15 15:13 15:11
1. HE: Joachim Schimpke – Harald Lehniger 15:12 15:1
2. HE: Roland Riese – Lothar Diehr 15:5 15:3
3. HE: Klaus-Peter Färber – Hans Abraham 15:6 17:14
4. HE: Werner Michael – Detlef Sprenger 5:15 16:17
1. DE: Monika Thiere – Edeltraud Flechner 11:2 11:0
2. DE: Angelika Seifert – Christel Kopatz 11:3 11:1
1. DD: Monika Thiere / Angelika Seifert – Christel Kopatz / Edeltraud Flechner 15:8 15:3
Aktivist Tröbitz – DHfK Leipzig 6:5
17. Oktober 1971 Greifswald
1. MX: Joachim Schimpke / Monika Thiere – Gerd Pigola / Christel Sommer 15:5 17:14
2. MX: Roland Riese / Angelika Seifert – Wolfgang Böttcher / Beate Herbst 9:15 6:15
1. HD: Joachim Schimpke / Roland Riese – Gerd Pigola / Volker Herbst 14:18 15:1 15:10
2. HD: Werner Michael / Klaus-Peter Färber – Wolfgang Böttcher / Jürgen Richter 12:15 18:15 13:18
1. HE: Joachim Schimpke – Gerd Pigola 11:15 15:12 15:6
2. HE: Roland Riese – Volker Herbst 15:7 15:5
3. HE: Klaus-Peter Färber – Wolfgang Böttcher 6:15 15:9 12:15
4. HE: Werner Michael – Jürgen Richter 14:17 15:9 17:14
1. DE: Monika Thiere – Beate Herbst 11:4 11:5
2. DE: Angelika Seifert – Christel Sommer 3:11 4:11
1. DD: Angelika Seifert / Monika Thiere – Beate Herbst / Christel Sommer 5:15 6:15
Aktivist Tröbitz – EBT Berlin 10:1
23. Oktober 1971 Tröbitz
1. MX: Klaus-Peter Färber / Monika Thiere – Lothar Diehr / Edeltraud Flechner 15:12 15:6
2. MX: Werner Michael / Angelika Seifert – – 15:0 15:0
1. HD: Joachim Schimpke / Roland Riese – Harald Lehniger / Gerd Migdal 15:10 15:7
2. HD: Klaus-Peter Färber / Werner Michael – Lothar Diehr / Hans Abraham 17:18 15:18
1. HE: Joachim Schimpke – Harald Lehniger 15:3 15:9
2. HE: Roland Riese – Lothar Diehr 9:15 15:11 15:3
3. HE: Werner Michael – Gerd Migdal 15:2 15:8
4. HE: Skobowsky – Hans Abraham 15:9 11:15 15:10
1. DE: Monika Thiere – Edeltraud Flechner 11:2 11:1
2. DE: Angelika Seifert – – 11:0 11:0
1. DD: Angelika Seifert / Monika Thiere – – 15:0 15:0
Aktivist Tröbitz – DHfK Leipzig 7:4
23. Oktober 1971 Tröbitz
1. MX: Joachim Schimpke / Monika Thiere – Gerd Pigola / Christel Sommer 15:4 15:10
2. MX: Roland Riese / Angelika Seifert – Wolfgang Böttcher / Beate Herbst 15:10 10:15 15:12
1. HD: Joachim Schimpke / Roland Riese – Gerd Pigola / Volker Herbst 15:3 10:15 15:5
2. HD: Klaus-Peter Färber / Werner Michael – Wolfgang Böttcher / Jürgen Richter 3:15 13:15
1. HE: Joachim Schimpke – Gerd Pigola 15:6 15:8
2. HE: Roland Riese – Volker Herbst 15:3 7:15 15:7
3. HE: Klaus-Peter Färber – Wolfgang Böttcher 12:15 8:15
4. HE: Werner Michael – Jürgen Richter 15:5 15:10
1. DE: Monika Thiere – Beate Herbst 11:2 11:1
2. DE: Angelika Seifert – Christel Sommer 5:11 3:11
1. DD: Angelika Seifert / Monika Thiere – Christel Sommer / Beate Herbst 9:15 9:15
Aktivist Tröbitz – Einheit Greifswald 2:9
24. Oktober 1971 Tröbitz
1. MX: Joachim Schimpke / Rita Gerschner – Edgar Michalowski / Angela Cassens 2:15 15:17
2. MX: Roland Riese / Monika Thiere – Erfried Michalowsky / Christine Zierath 15:7 18:13
1. HD: Joachim Schimpke / Roland Riese – Edgar Michalowski / Erfried Michalowsky 15:9 10:15 16:17
2. HD: Klaus-Peter Färber / Werner Michael – Klaus Müller / Jürgen Schulz 6:15 11:15
1. HE: Joachim Schimpke – Edgar Michalowski 15:18 13:15
2. HE: Roland Riese – Erfried Michalowsky 15:6 5:15 12:15
3. HE: Klaus-Peter Färber – Klaus Müller 15:5 11:15 10:15
4. HE: Werner Michael – Hubert Wagner 15:1 10:15 7:15
1. DE: Monika Thiere – Christine Zierath 11:3 9:11 11:5
2. DE: Rita Gerschner – Angela Cassens 5:11 3:11
1. DD: Angelika Seifert / Monika Thiere – Angela Cassens / Christine Zierath 15:6 6:15 12:15
Aktivist Tröbitz – Einheit Greifswald 4:7
30. Oktober 1971 Leipzig
1. MX: Joachim Schimpke / Angelika Seifert – Edgar Michalowski / Angela Cassens 0:15 2:15
2. MX: Roland Riese / Monika Thiere – Erfried Michalowsky / Christine Zierath 15:2 15:5
1. HD: Joachim Schimpke / Roland Riese – Erfried Michalowsky / Edgar Michalowski 7:15 15:11 11:15
2. HD: Klaus-Peter Färber / Werner Michael – Klaus Müller / Hubert Wagner 15:13 12:15 9:15
1. HE: Joachim Schimpke – Edgar Michalowski 15:10 3:15 12:15
2. HE: Roland Riese – Erfried Michalowsky 15:8 5:15 14:18
3. HE: Klaus-Peter Färber – Klaus Müller 15:11 4:15 15:9
4. HE: Werner Michael – Jürgen Schulz 17:14 15:4
1. DE: Monika Thiere – Christine Zierath 11:1 11:4
2. DE: Angelika Seifert – Angela Cassens 0:11 2:11
1. DD: Angelika Seifert / Monika Thiere – Christine Zierath / Angela Cassens 14:17 15:8 4:15
Aktivist Tröbitz – EBT Berlin 10:1
30. Oktober 1971 Leipzig
1. MX: Joachim Schimpke / Angelika Seifert – Harald Lehniger / Christel Kopatz 10:15 8:15
2. MX: Roland Riese / Monika Thiere – Lothar Diehr / Edeltraud Flechner 15:9 6:15 17:14
1. HD: Joachim Schimpke / Roland Riese – Harald Lehniger / Klaus Schröter 15:14 15:5
2. HD: Klaus-Peter Färber / Werner Michael – Lothar Diehr / Detlef Sprenger 15:10 17:14
1. HE: Joachim Schimpke – Harald Lehniger 15:11 15:7
2. HE: Roland Riese – Lothar Diehr 15:5 17:15
3. HE: Klaus-Peter Färber – Detlef Sprenger 15:4 15:1
4. HE: Werner Michael – Klaus Schröter 15:13 15:7
1. DE: Monika Thiere – Edeltraud Flechner 11:7 11:5
2. DE: Angelika Seifert – Christel Kopatz 11:8 11:6
1. DD: Monika Thiere / Angelika Seifert – Edeltraud Flechner / Christel Kopatz 17:16 15:8
Aktivist Tröbitz – DHfK Leipzig 4:7
31. Oktober 1971 Leipzig
1. MX: Joachim Schimpke / Angelika Seifert – Gerd Pigola / Christel Sommer 11:15 9:15
2. MX: Roland Riese / Monika Thiere – Frank Geißler / Beate Herbst 15:1 15:10
1. HD: Joachim Schimpke / Roland Riese – Gerd Pigola / Volker Herbst 15:3 15:10
2. HD: Klaus-Peter Färber / Werner Michael – Jürgen Richter / Wolfgang Böttcher 15:8 8:15 16:17
1. HE: Joachim Schimpke – Gerd Pigola 15:1 14:18 17:16
2. HE: Roland Riese – Volker Herbst 15:11 12:15 6:15
3. HE: Klaus-Peter Färber – Wolfgang Böttcher 6:15 17:14 6:15
4. HE: Werner Michael – Frank Geißler 5:15 5:15
1. DE: Monika Thiere – Beate Herbst 11:1 11:9
2. DE: Angelika Seifert – Christel Sommer 7:11 3:11
1. DD: Monika Thiere / Angelika Seifert – Beate Herbst / Christel Sommer 15:9 10:15 15:18
Aktivist Tröbitz – DHfK Leipzig 8:3
13. November 1971 Greifswald
1. MX: Joachim Schimpke / Monika Thiere – Wolfgang Böttcher / Christel Sommer 15:2 15:9
2. MX: Roland Riese / Angelika Seifert – – 15:0 15:0
1. HD: Joachim Schimpke / Roland Riese – Gerd Pigola / Volker Herbst 15:8 15:17 15:8
2. HD: Klaus-Peter Färber / Werner Michael – Wolfgang Böttcher / Jürgen Richter 9:15 11:15
1. HE: Joachim Schimpke – Gerd Pigola 15:0 15:11
2. HE: Roland Riese – Volker Herbst 15:11 15:12
3. HE: Klaus-Peter Färber – Wolfgang Böttcher 15:11 15:11
4. HE: Werner Michael – Jürgen Richter 5:15 7:15
1. DE: Monika Thiere – – 11:0 11:0
2. DE: Angelika Seifert – Christel Sommer 8:11 3:11
1. DD: Angelika Seifert / Monika Thiere – – 15:0 15:0
Aktivist Tröbitz – EBT Berlin 9:2
13. November 1971 Greifswald
1. MX: Joachim Schimpke / Angelika Seifert – Wolfgang Bartz / Gudrun Krause 15:8 11:15 15:11
2. MX: Roland Riese / Monika Thiere – Lothar Diehr / Edeltraud Flechner 17:14 15:10
1. HD: Joachim Schimpke / Roland Riese – Wolfgang Bartz / Lothar Diehr 15:7 18:16
2. HD: Klaus-Peter Färber / Werner Michael – Harald Lehniger / Detlef Sprenger 9:15 5:15
1. HE: Joachim Schimpke – Wolfgang Bartz 15:3 17:14
2. HE: Roland Riese – Harald Lehniger 15:7 15:2
3. HE: Klaus-Peter Färber – Lothar Diehr 15:1 3:15 15:12
4. HE: Werner Michael – Detlef Sprenger 15:3 15:1
1. DE: Monika Thiere – Edeltraud Flechner 11:0 11:5
2. DE: Angelika Seifert – Gudrun Krause 11:3 11:4
1. DD: Angelika Seifert / Monika Thiere – Edeltraud Flechner / Gudrun Krause 15:8 15:8
Aktivist Tröbitz – Einheit Greifswald 7:4
13. November 1971 Greifswald
1. MX: Joachim Schimpke / Angelika Seifert – Edgar Michalowski / Angela Cassens 0:15 7:15
2. MX: Roland Riese / Monika Thiere – Erfried Michalowsky / Christine Zierath 15:5 15:11
1. HD: Joachim Schimpke / Roland Riese – Edgar Michalowski / Erfried Michalowsky 3:15 10:15
2. HD: Klaus-Peter Färber / Werner Michael – Klaus Müller / Jürgen Schulz 10:15 15:9 15:7
1. HE: Joachim Schimpke – Edgar Michalowski 11:15 15:10 15:8
2. HE: Roland Riese – Erfried Michalowsky 15:9 15:12
3. HE: Klaus-Peter Färber – Klaus Müller 15:6 15:6
4. HE: Werner Michael – Hubert Wagner 17:15 15:6
1. DE: Monika Thiere – Christine Zierath 11:4 11:6
2. DE: Angelika Seifert – Angela Cassens 7:11 2:11
1. DD: Angelika Seifert / Monika Thiere – Christine Zierath / Angela Cassens 11:15 15:12 8:15
Aktivist Tröbitz – EBT Berlin 8:3
20. November 1971 Tröbitz
1. MX: Joachim Schimpke / Angelika Seifert – Wolfgang Bartz / Edeltraud Flechner 6:15 7:15
2. MX: Roland Riese / Monika Thiere – Harald Lehniger / Christel Kopatz 15:1 15:3
1. HD: Roland Riese / Joachim Schimpke – Wolfgang Bartz / Hans Abraham 15:9 13:15 6:15
2. HD: Klaus-Peter Färber / Werner Michael – – 15:0 15:0
1. HE: Joachim Schimpke – Wolfgang Bartz 15:17 15:2 15:12
2. HE: Roland Riese – Harald Lehniger 6:15 15:8 15:11
3. HE: Klaus-Peter Färber – – 15:0 15:0
4. HE: Werner Michael – Hans Abraham 15:3 15:3
1. DE: Monika Thiere – Edeltraud Flechner 11:1 11:0
2. DE: Angelika Seifert – Christel Kopatz 12:10 12:10
1. DD: Monika Thiere / Angelika Seifert – Edeltraud Flechner / Christel Kopatz 14:17 14:17
Aktivist Tröbitz – Einheit Greifswald 4:7
20. November 1971 Tröbitz
1. MX: Joachim Schimpke / Angelika Seifert – Edgar Michalowski / Christine Zierath 10:15 7:15
2. MX: Roland Riese / Monika Thiere – Erfried Michalowsky / Angela Cassens 8:15 17:15 15:10
1. HD: Joachim Schimpke / Roland Riese – Erfried Michalowsky / Edgar Michalowski 15:8 10:15 5:15
2. HD: Klaus-Peter Färber / Werner Michael – Klaus Müller / Hubert Wagner 3:15 5:15
1. HE: Joachim Schimpke – Edgar Michalowski 9:15 15:9 10:15
2. HE: Roland Riese – Erfried Michalowsky 9:15 17:14 9:15
3. HE: Klaus-Peter Färber – Klaus Müller 17:14 8:15 4:15
4. HE: Werner Michael – Jürgen Schulz 15:8 15:13
1. DE: Monika Thiere – Christine Zierath 11:3 11:1
2. DE: Angelika Seifert – Angela Cassens 5:11 7:11
1. DD: Angelika Seifert / Monika Thiere – Christine Zierath / Angela Cassens 18:14 15:7
Aktivist Tröbitz – DHfK Leipzig 5:6
21. November 1971 Tröbitz
1. MX: Roland Riese / Monika Thiere – Gerd Pigola / Christel Sommer 15:9 8:15 15:4
2. MX: Klaus-Peter Färber / Angelika Seifert – Wolfgang Böttcher / Beate Herbst 9:15 15:13 10:15
1. HD: Roland Riese / Klaus-Peter Färber – Gerd Pigola / Volker Herbst 15:13 17:16
2. HD: – – Wolfgang Böttcher / Jürgen Richter 0:15 0:15
1. HE: – – Gerd Pigola 0:15 0:15
2. HE: Roland Riese – Volker Herbst 15:10 15:2
3. HE: Klaus-Peter Färber – Wolfgang Böttcher 15:9 15:7
4. HE: Werner Michael – Jürgen Richter 15:8 2:15 11:15
1. DE: Monika Thiere – Beate Herbst 11:4 11:1
2. DE: Angelika Seifert – Christel Sommer 3:11 5:11
1. DD: Monika Thiere / Angelika Seifert – Christel Sommer / Beate Herbst 11:15 4:15
Aktivist Tröbitz – DHfK Leipzig 7:4
11. Dezember 1971 Berlin
1. MX: Roland Riese / Monika Thiere – Gerd Pigola / Christel Sommer 15:5 4:15 15:10
2. MX: Klaus-Peter Färber / Angelika Seifert – Wolfgang Böttcher / Beate Herbst 1:15 4:15
1. HD: Joachim Schimpke / Roland Riese – Gerd Pigola / Volker Herbst 5:15 5:15
2. HD: Klaus-Peter Färber / Werner Michael – Wolfgang Böttcher / Jürgen Richter 15:9 8:15 8:15
1. HE: Joachim Schimpke – Gerd Pigola 10:15 15:7 18:14
2. HE: Roland Riese – Volker Herbst 17:14 15:5
3. HE: Klaus-Peter Färber – Wolfgang Böttcher 5:15 2:15
4. HE: Werner Michael – Jürgen Richter 13:18 15:13 11:15
1. DE: Monika Thiere – Beate Herbst 11:8 11:3
2. DE: Angelika Seifert – Christel Sommer 7:11 11:6 9:11
1. DD: Angelika Seifert / Monika Thiere – Beate Herbst / Christel Sommer 8:15 15:9 3:15
Aktivist Tröbitz – EBT Berlin 5:6
11. Dezember 1971 Berlin
1. MX: Roland Riese / Monika Thiere – Wolfgang Bartz / Edeltraud Flechner 5:15 13:15
2. MX: Klaus-Peter Färber / Angelika Seifert – Harald Lehniger / Gudrun Krause 9:15 16:17
1. HD: Joachim Schimpke / Roland Riese – Wolfgang Bartz / Lothar Diehr 8:15 15:12 10:15
2. HD: Klaus-Peter Färber / Werner Michael – Harald Lehniger / Detlef Sprenger 3:15 15:13 9:15
1. HE: Joachim Schimpke – Wolfgang Bartz 15:12 15:13
2. HE: Roland Riese – Harald Lehniger 10:15 15:10 15:10
3. HE: Klaus-Peter Färber – Lothar Diehr 15:2 15:6
4. HE: Werner Michael – Detlef Sprenger 5:15 6:15
1. DE: Monika Thiere – Edeltraud Flechner 6:11 11:2 11:5
2. DE: Angelika Seifert – Gudrun Krause 11:2 11:6
1. DD: Angelika Seifert / Monika Thiere – Edeltraud Flechner / Gudrun Krause 6:15 11:15
Aktivist Tröbitz – Einheit Greifswald 3:8
11. Dezember 1971 Berlin
1. MX: Roland Riese / Monika Thiere – Edgar Michalowski / Angela Cassens 15:12 12:15 7:15
2. MX: Klaus-Peter Färber / Angelika Seifert – Erfried Michalowsky / Christine Zierath 6:15 10:15
1. HD: Joachim Schimpke / Werner Michael – Edgar Michalowski / Klaus Müller 15:1 15:11
2. HD: Klaus-Peter Färber / Roland Riese – Erfried Michalowsky / Hubert Wagner 15:11 10:15 8:15
1. HE: Joachim Schimpke – Edgar Michalowski 5:15 10:15
2. HE: Roland Riese – Erfried Michalowsky 9:15 11:15
3. HE: Klaus-Peter Färber – Klaus Müller 18:15 3:15 8:15
4. HE: Werner Michael – Jürgen Brösel 15:12 15:12
1. DE: Monika Thiere – Christine Zierath 12:10 11:8
2. DE: Angelika Seifert – Angela Cassens 0:11 1:11
1. DD: Angelika Seifert / Monika Thiere – Christine Zierath / Angela Cassens 17:14 3:15 3:15

## Endstand
| Platz | Mannschaft |
| ----- | --- |
| 1.    | Einheit Greifswald (Edgar Michalowski, Erfried Michalowsky, Klaus Müller, Hubert Wagner, Jürgen Schulz, Ralf Peters, Hans-Peter Bösel, Jürgen Brösel, Angela Cassens, Spörke, Christine Zierath) |
| 2.    | Fortschritt Tröbitz (Gottfried Seemann, Werner Michael, Joachim Schimpke, Klaus-Peter Färber, Roland Riese, Rainer Skobowsky, Klaus Katzor, Rita Gerschner, Angelika Seifert, Monika Thiere)     |
| 3.    | HSG DHfK Leipzig (Gerd Pigola, Volker Herbst, Wolfgang Böttcher, Jürgen Richter, Frank Geißler, Beate Herbst, Monika Brehmer, Christel Sommer, Helga Pöschel)                                    |
| 4.    | EBT Berlin (Harald Lehniger, Detlef Sprenger, Wolfgang Bartz, Christel Kopatz, Lothar Diehr, Hans Abraham, Klaus Schröter, Gerd Migdal, Edeltraud Flechner, Gudrun Kraus, Margit Maehs)          |